# International Phycological Society
L'International Phycological Society (« Société internationale de phycologie ») a été fondée en 1960. Elle est dédiée :
- au développement de la phycologie ;
- à la diffusion de l'information sur la phycologie ;
- à la coopération internationale entre phycologues et organisations phycologiques.

La société publie Journal Phycologia, qui paraît tous les deux mois et organise, tous les quatre ans, un congrès international. Le dernier en date, le dixième du genre, s'est tenu au Japon en 2009. Elle est administrée par un conseil de membres élus et dirigée actuellement par Christine Maggs de la Queen's University de Belfast. N'importe quelle personne intéressée par la phycologie peut adhérer à cette structure. Celle-ci distribue divers prix pour récompenser des travaux originaux dans ce domaine.